# 10 in amore
10 in amore (Teacher's Pet) è un film del 1958 diretto da George Seaton.

## Trama
New York, Jim Gannon, caporedattore di un importante quotidiano, viene invitato a tenere il discorso inaugurale del corso di giornalismo presso l'università ma egli rifiuta, spedendo alla docente Erica Stone una lettera in cui, senza usare alcun tatto, inconsapevole che si tratta di una donna, spiega che non approva tali scuole poiché egli, privo di istruzione e giornalista della vecchia scuola, fedele alla linea della crescita nella strada, diffida dell'istruzione ed è ostile a chiunque ostenti una laurea come titolo per la qualifica di buon giornalista.
Persuaso dal direttore, stipendiato come lui dall'editore che è anche nel consiglio di amministrazione dell'università, a scusarsi si reca alla lezione di Erica ma è costretto ad ascoltare la replica della docente che lo dipinge ai suoi studenti con parole sprezzanti ed allora decide di vendicarsi facendosi passare per un nuovo allievo che naturalmente si rivela di grandi qualità, tanto da sollevare l'interesse e l'ammirazione della donna con cui inizia un rapporto di collaborazione. Anche Jim resta affascinato da Erica, tanto da chiederle di uscire insieme ma la segretaria lo scoraggia, facendogli pensare che il professor Hugo Pine, un prestigioso sociologo, sia "più avanti di lui".
I tre si incontrano in un locale notturno e, dopo che Jim è riuscito a fare ubriacare il "rivale", i due si recano a casa di Erica dove l'atmosfera sembra promettente ma egli, dopo avere scoperto che lei è figlia di un famoso giornalista, vincitore del Premio Pulitzer, viene preso dai rimorsi per l'inganno che sta perpetrando ai suoi danni e lascia l'appartamento. Il giorno dopo si reca a casa di Hugo per chiedergli consiglio ed egli, avendo capito quello che sta succedendo tra i due, gli consiglia di ammettere tutto prima che lei lo scopra ma, quando Jim si decide, Erica si reca dal direttore del giornale per raccomandargli il suo dotato allievo, scoprendo nel modo peggiore l'inganno di Jim, reagendo freddamente e terminando di fatto la nascente relazione.
Affranto Jim si reca da Hugo e si mette allo scoperto, ammettendo i suoi complessi nei confronti delle persone istruite ed il sociologo tenta di spiegargli che i suoi metodi sono quelli giusti e che il conflitto che sta vivendo non deve intaccare la sua intelligenza e la sua professionalità ma il campanello suona e Jim viene invitato a recarsi in un'altra stanza in attesa che il professore si liberi: Erica si presenta alla porta e, dopo avere capito che Jim è in casa, viene invitata da Hugo a riflettere sulle ragioni del suo comportamento e viene convinta del sentimento autentico che il giornalista prova per lei ma, quando la donna sembra convinta, Jim esce dalla stanza contestando apertamente la linea editoriale della rivista diretta dal padre di Erica che nel frattempo Jim aveva avuto modo di leggere nella camera da letto quando Erica stava parlando con Hugo.
Il conflitto sembra di nuovo insanabile ma separatamente i due trovano i punti di convergenza della professione: Jim invita il direttore del suo giornale a dare maggiore approfondimento alle notizie di cronaca mentre Erica gli chiede di tenere una serie di conferenze al suo corso per portare agli allievi l'esperienza che un insegnamento totalmente didattico non può offrire, ritrovando la stima reciproca e l'amore.

## Colonna sonora
- La protagonista Doris Day, nei titoli di testa, canta una delle sue canzoni di successo, Teacher's Pet, che dà il titolo originale al film.

## Produzione
Prodotto dalla Paramount Pictures, Dieci in amore segna un cambiamento nella carriera di Doris Day: dai suoi film essenzialmente musicali, l'attrice passò a pellicole dove recitò senza ricorrere al canto, se non incidentalmente.

## Distribuzione
Il film, distribuito dalla Paramount Pictures, uscì in sala il 1º aprile 1958. Fu un grande successo di pubblico, incassando moltissimo; anche il disco che fu pubblicato in occasione dell'uscita del film e che comprendeva oltre a "Teacher's Pet"  un altro pezzo di Doris Day, Everybody Loves a Lover, entrò nella hit parade, restandone al vertice per 12 settimane.

## Riconoscimenti
Il film ricevette due candidature all'Oscar 1959:
- Gig Young fu candidato come migliore attore non protagonista, non vincendo tuttavia il trofeo che andò a Burl Ives per Il grande paese.
- Fay Kanin e Michael Kanin furono candidati per la migliore sceneggiatura originale ma il premio fu vinto da Nedrick Young ed Harold Jacob Smith per La parete di fango.